# 皮奧扎河
65°35′59″N 44°36′34″E / 65.59972°N 44.60944°E

皮奧扎河（羅馬化：Pyoza）是俄羅斯的河流，由阿爾漢格爾斯克州負責管轄，屬於梅津河的右支流，河道全長363公里，流域面積約15,100平方公里，河水主要來雨水和融雪，每年十一月至翌年四月結冰。